# Krasnobród
Krasnobród là một thị trấn thuộc huyện Zamojski, tỉnh Lubelskie ở đông-nam Ba Lan. Thị trấn có diện tích 7 km². Đến ngày 1 tháng 1 năm 2011, dân số của thị trấn là 3136 người và mật độ 449 người/km².